# The Canadian Scottish Regiment (Princess Mary's)
The Canadian Scottish Regiment (Princess Mary's), abrégé en C Scots R, est un régiment d'infanterie de la Première réserve de l'Armée canadienne. Il fait partie du 39e Groupe-brigade du Canada au sein de la 3e Division du Canada. Son quartier général est situé à Victoria et il comprend également des manèges militaires à Nanaimo et à Courtenay en Colombie-Britannique.
Le régiment a été créé à Victoria en 1912 sous le nom de « 88th Regiment Victoria Fusiliers ». En 1920, il fusionna avec le 50th Regiment "Highlanders" qui avait été créé en 1913 à Vancouver pour devenir The Canadian Scottish Regiment. L'unité adopta son nom actuel en 1948.
En plus de sa propre histoire, The Canadian Scottish Regiment (Princess Mary's) perpétue l'héritage de six bataillons du Corps expéditionnaire canadien (CEC) de la Première Guerre mondiale : les 16e, 48e, 67e, 88e, 103e et 143e Bataillon « outremers », CEC.

## Rôle et organisation

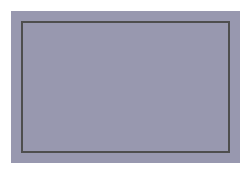
Insigne distinctif de la 3e Division du Canada

The Canadian Scottish Regiment (Princess Mary's) est un régiment d'infanterie légère stationné à Victoria en Colombie-Britannique. Il fait partie du 39e Groupe-brigade du Canada, un groupe-brigade de la Première réserve de l'Armée canadienne qui fait lui-même partie de la 3e Division du Canada. En fait, le régiment est divisé en trois manèges militaires, à Victoria, à Nanaimo et à Courtenay en Colombie-Britannique. Le commandant actuel est le lieutenant-colonel W.S. Cessford.
Tout comme c'est le cas pour les autres unités de la Première réserve de l'Armée canadienne, le rôle du Canadian Scottish Regiment (Princess Mary's) est de former des soldats travaillant à temps partiel afin de servir de renfort lors des opérations des Forces armées canadiennes ainsi que d'être prêts pour le service actif pour appuyer les autorités civiles lors de catastrophes naturelles dans la région locale,.
Le régiment comprend également un corps de cornemuses et tambours à Victoria qui existe depuis avant la Première Guerre mondiale.

## Histoire

### Origines
Le 3 septembre 1912, le 88th Regiment Victoria Fusiliers a été créé à Victoria en Colombie-Britannique. Le 15 août 1913, le 50th Regiment "Highlanders" a été créé à Vancouver en Colombie-Britannique et été nommé ainsi le 21 novembre suivant.

### Première Guerre mondiale

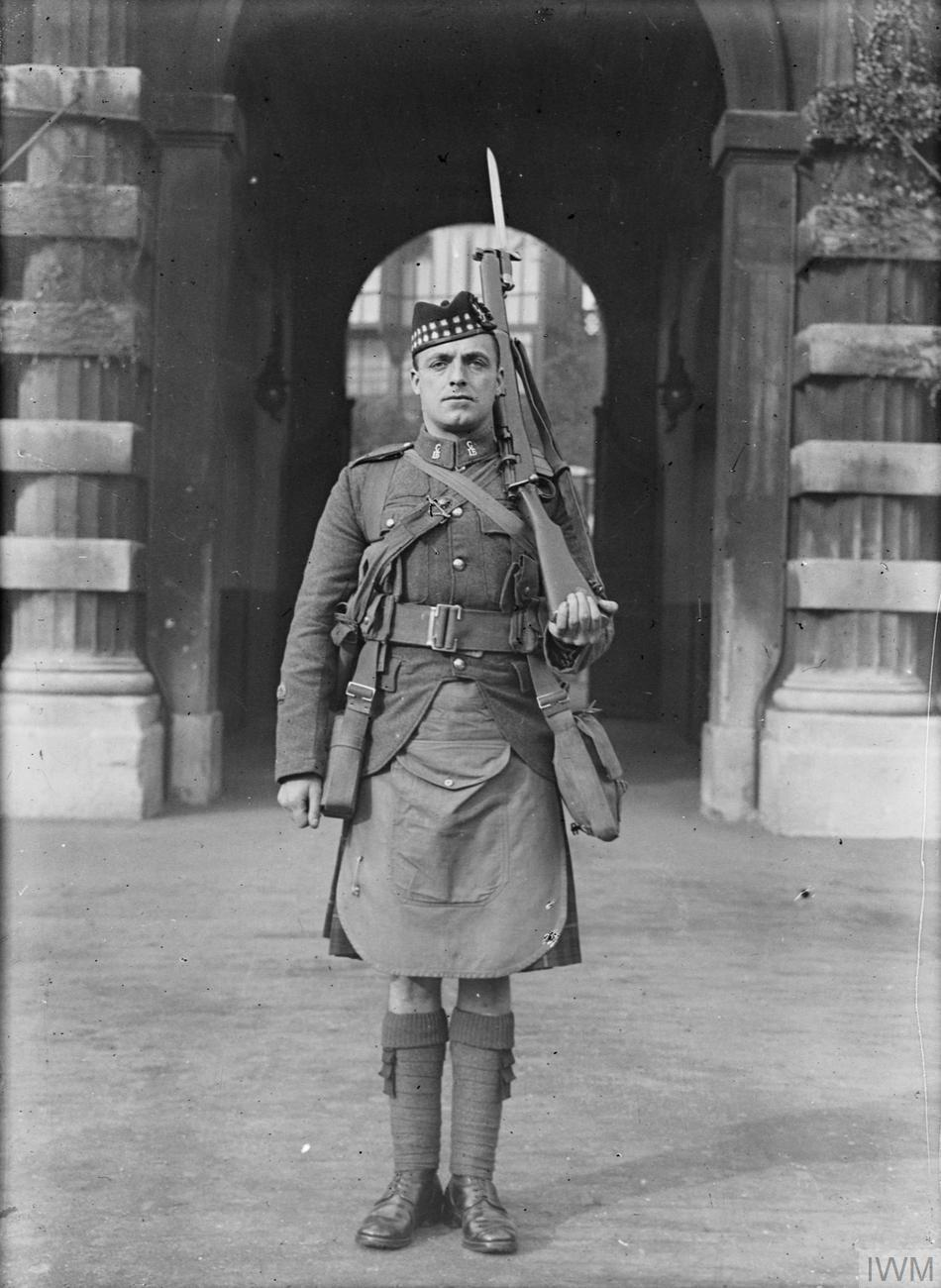
Un sergent-major de compagnie du Canadian Scottish Regiment durant la Première Guerre mondiale

Dans la foulée de la Première Guerre mondiale, le 6 août 1914, le 50th Regiment "Highlanders" et le 88th Regiment Victoria Fusiliers furent mobilisés pour le service actif afin de fournir de la protection locale.

### Entre-deux-guerres
Le 12 mars 1920, le 88th Regiment Victoria Fusiliers fusionna avec le 50th Regiment "Highlanders" pour former The Canadian Scottish Regiment. Le régiment fut alors réorganisé en un régiment de cinq bataillons avec un bataillon, le 1er Bataillon (16th Battalion, CEF) au sein de l'ordre de bataille de la Milice active non permanente, et quatre bataillons, le 2e Bataillon (48th Battalion, CEF), le 3e Bataillon (67th Battalion, CEF), le 4e Bataillon (88th Battalion, CEF) et le 5e Bataillon (143rd Battalion, CEF), au sein de l'ordre de bataille de la Réserve. Le 1er août 1930, le régiment fut réorganisé avec six bataillons : les deux premiers au sein de l'ordre de bataille de la Milice active non permanente et les autres au sein de l'ordre de bataille de la Réserve avec le nouveau bataillon portant le nom de « 6e Bataillon (103rd Battalion, CEF) ». Le 14 décembre 1936, les bataillons de la Réserve furent dissous.

### Seconde Guerre mondiale

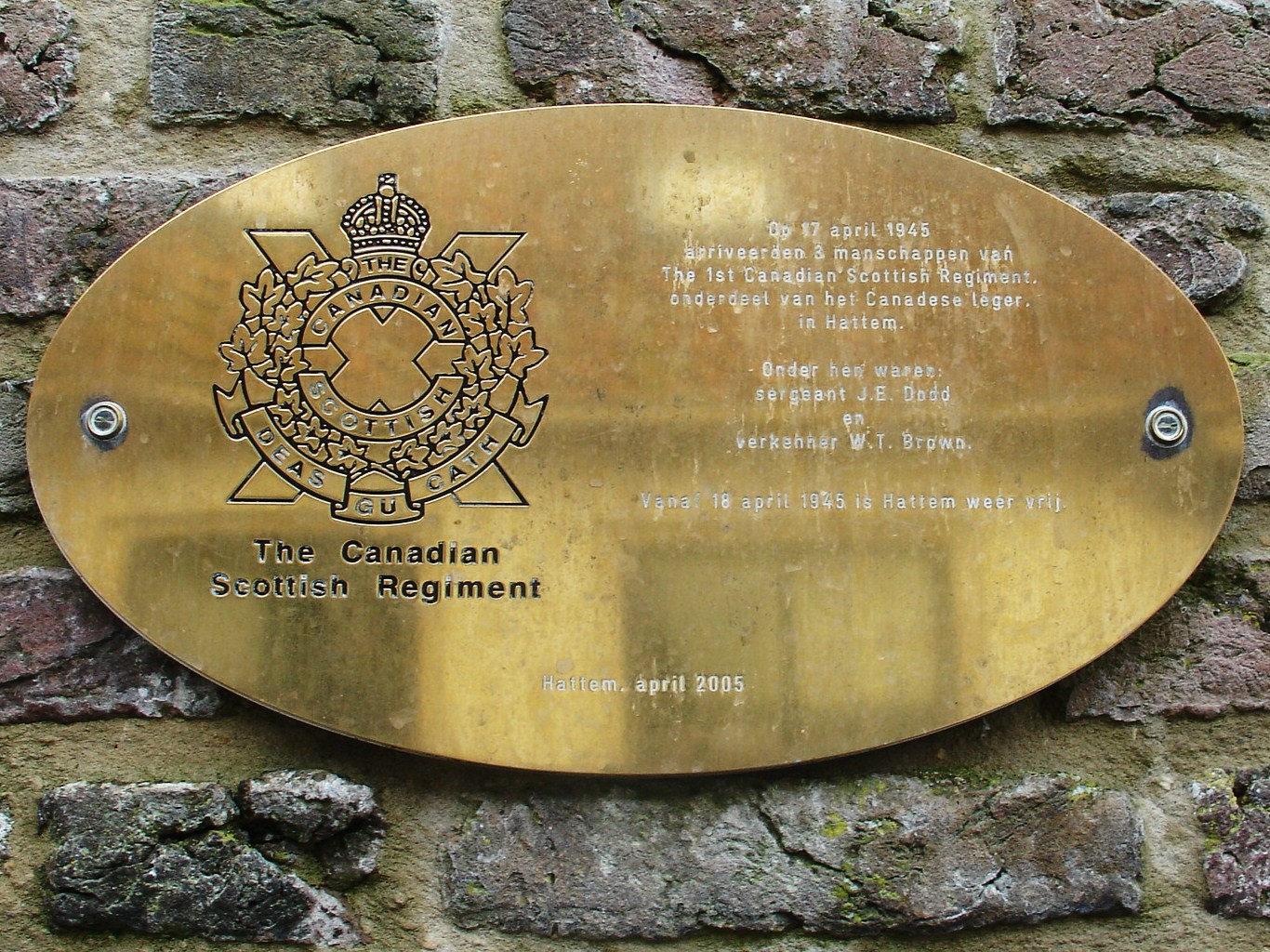
Plaque commémorative en l'honneur du Canadian Scottish Regiment dans la, un monument à Hattem aux Pays-Bas

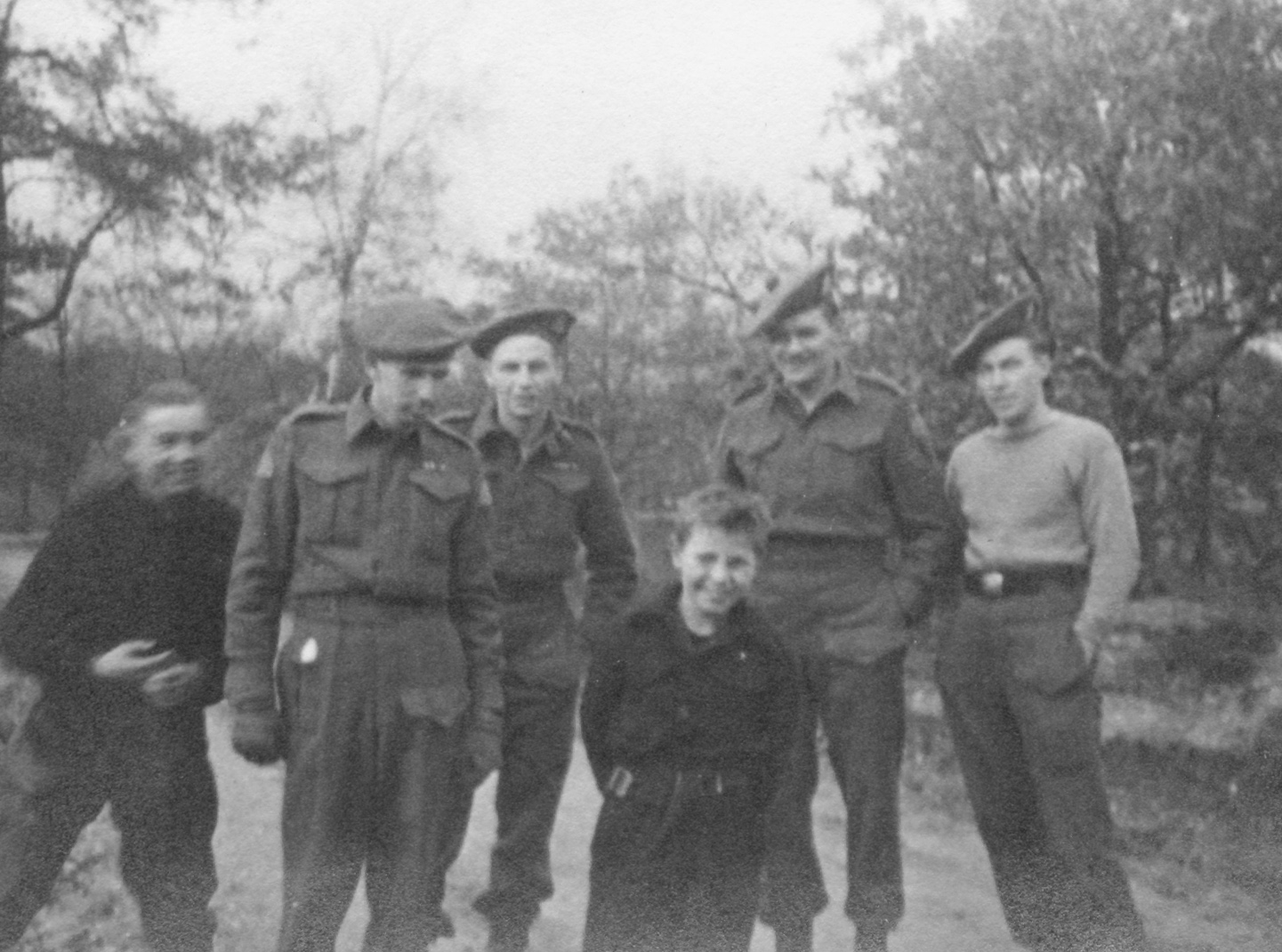
Photographie prise par le soldat Floyd Watkins du Canadian Scottish Regiment à Nimègue aux Pays-Bas à l'automne 1945

Dans la foulée de la Seconde Guerre mondiale, le 26 août 1939, des détachements du 1er Bataillon du Canadian Scottish Regiment, suivis, le 1er septembre 1940, par des détachements du 2e Bataillon, furent mobilisés pour le service actif afin de fournir de la protection locale. Ces détachements furent dissous le 31 décembre 1940.
Le 24 mai 1940, le régiment mobilisa un bataillon pour le service actif. Le 25 août 1941, celui-ci s'embarqua pour la Grande-Bretagne. Le 6 juin 1944, lors du Jour J, il débarqua en Normandie en France. Il combattit dans le Nord-Ouest de l'Europe au sein de la 7e Brigade d'infanterie canadienne de la 3e Division d'infanterie canadienne jusqu'à la fin du conflit. Il fut officiellement dissous le 15 janvier 1946.
Le 1er janvier 1941, le régiment mobilisa un second bataillon pour le service actif. Celui-ci servit à la défense territoriale du Canada au sein de la 13e Brigade d'infanterie canadienne de la 6e Division d'infanterie canadienne. Il fut officiellement dissous le 15 octobre 1943.
Le 1er juin 1945, le régiment mobilisa un troisième bataillon pour la Force active. Celui-ci servit avec les troupes d'occupation canadiennes en Allemagne. Il fut officiellement dissous le 29 avril 1946.

### Histoire récente

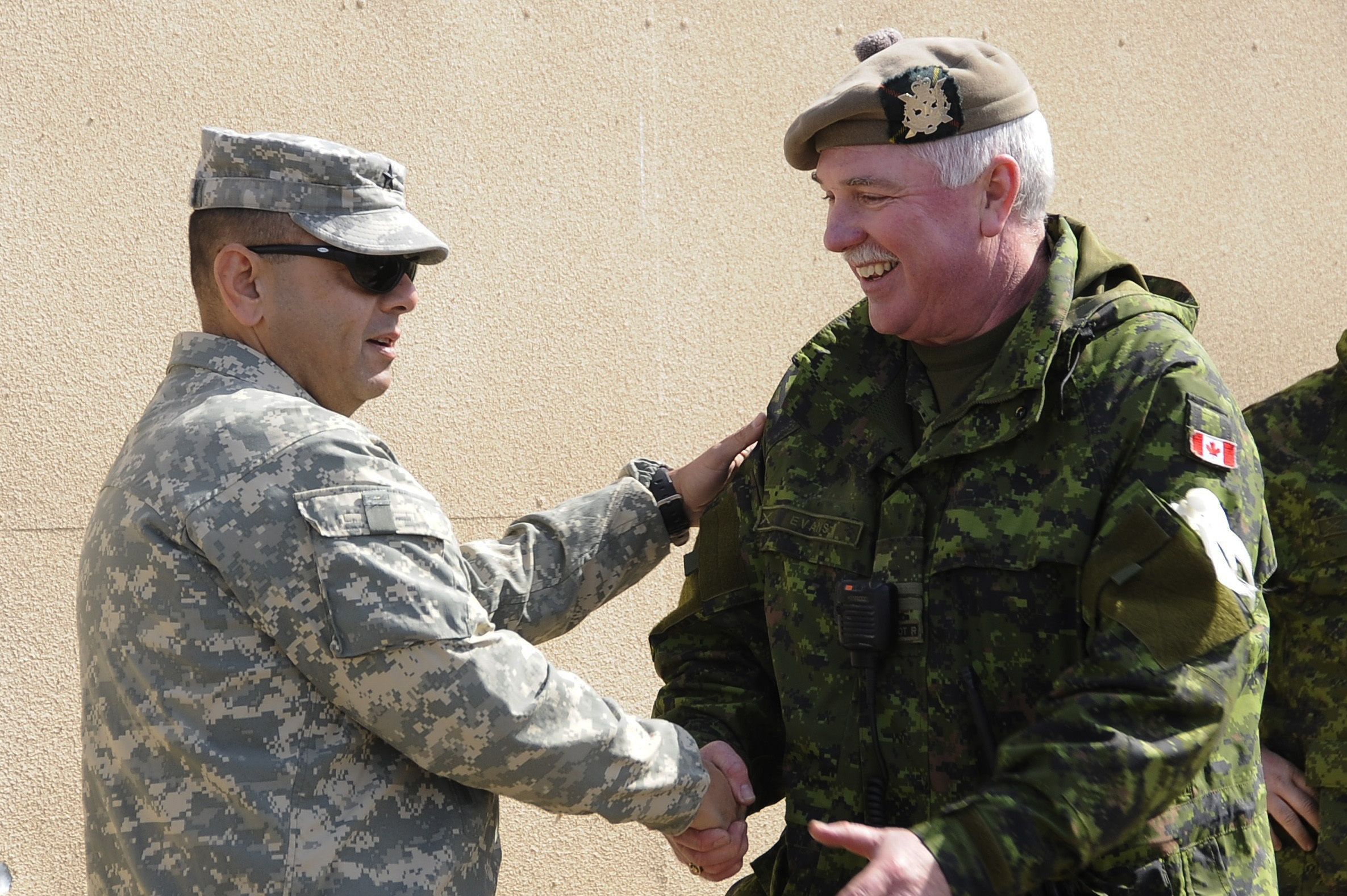
Un brigadier-général de l' présentant un coin au capitaine Randy Evans du Canadian Scottish Regiment (Princess Mary's) le 2 mai 2012

Le 29 avril 1948, le régiment fut renommé en son nom actuel « The Canadian Scottish Regiment (Princess Mary's) ». Ce nom fait référence à la princesse Mary.
Le 31 décembre 1954, The Canadian Scottish Regiment (Princess Mary's) fusionna avec le 66th Light Anti-Aircraft Regiment, RCA et la 62nd Anti-Tank Battery (Self-Propelled), RCA sans changer de nom.

## Perpétuations

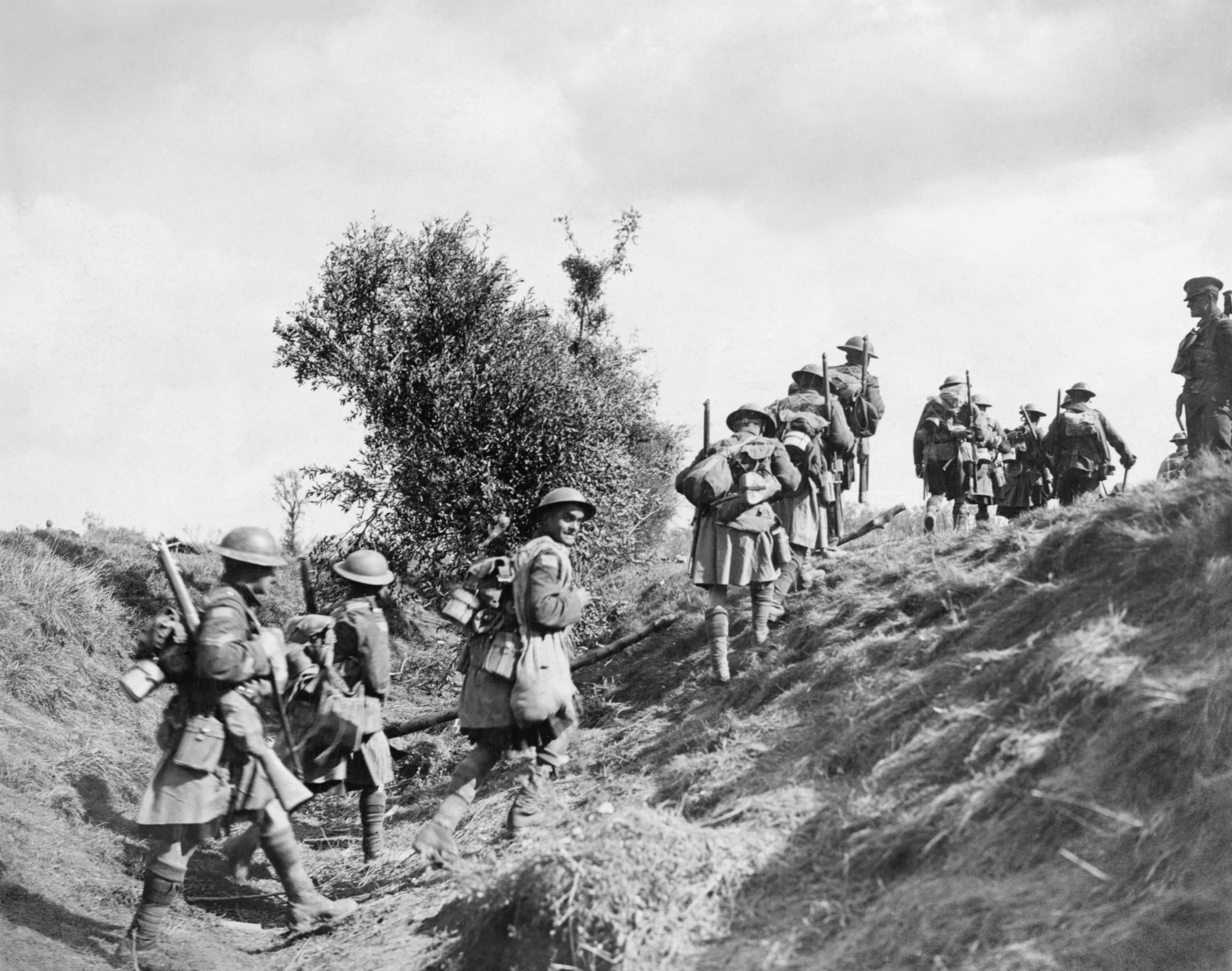
Le 16e Bataillon, CEC durant la bataille du Canal du Nord le 27 septembre 1918

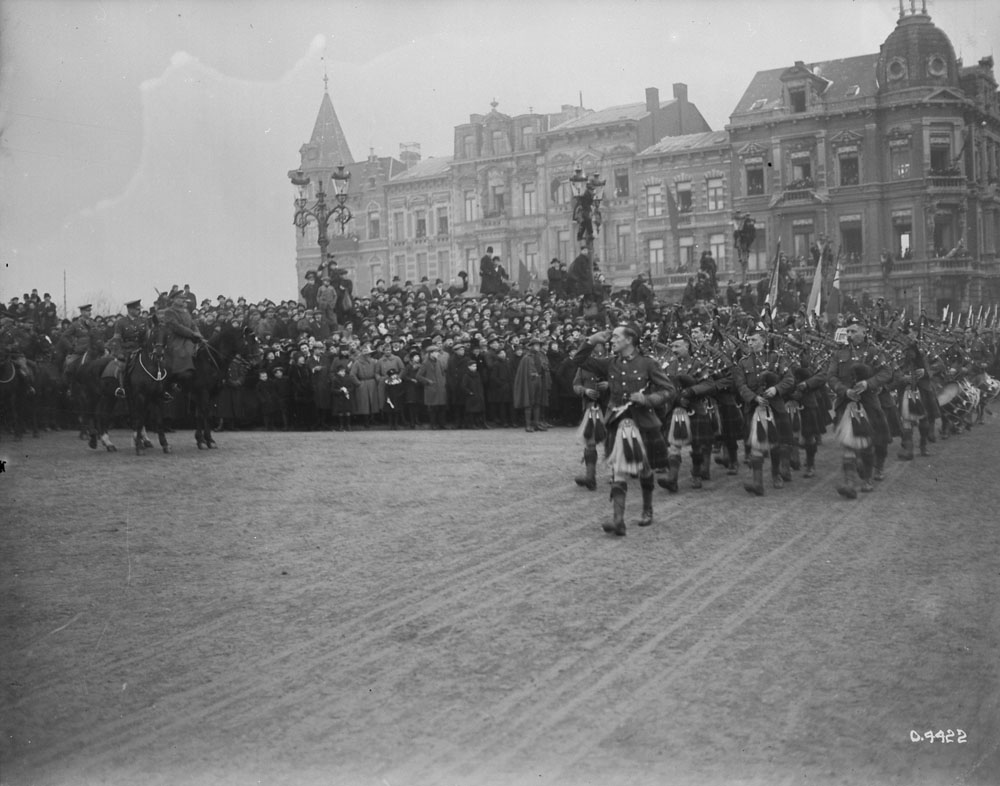
Le 16e Bataillon, CEC défilant devant le général Jacques de l'Armée belge à Liège en Belgique en février 1919

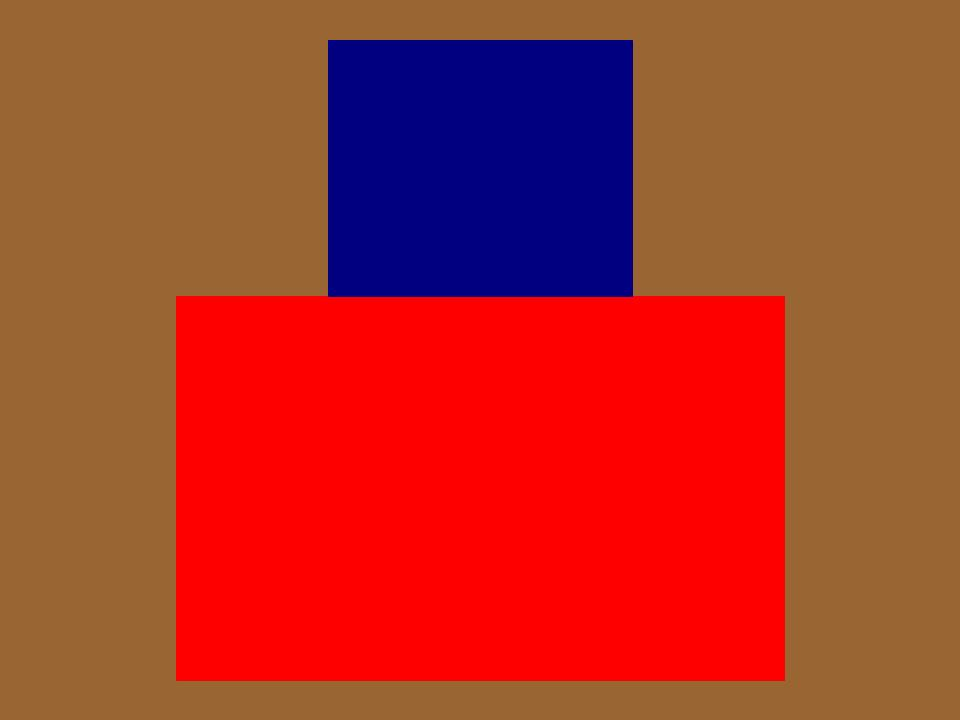
Insigne distinctif du 16e Bataillon, CEC

En plus de sa propre histoire, The Canadian Scottish Regiment (Princess Mary's) perpétue l'héritage de six bataillons du Corps expéditionnaire canadien (CEC) de la Première Guerre mondiale : les 16e, 48e, 67e, 88e, 103e et 143e Bataillon « outremers », CEC.
Le 16e Bataillon, CEC fut créé le 1er septembre 1914. Le 28 septembre suivant, il s'embarqua pour la Grande-Bretagne. Le 15 avril 1915, il débarqua en France où il combattit au sein de la 3e Brigade d'infanterie canadienne de la 1re Division canadienne jusqu'à la fin du conflit. Il fut officiellement dissous le 30 août 1920.
Le 48e Bataillon, CEC fut créé le 7 novembre 1914. Le 1er juillet 1915, il s'embarqua pour la Grande-Bretagne. Le 6 janvier 1916, il fut converti en une unité de pionniers et renommé « 3rd Canadian Pioneer Battalion, CEF ». Le 9 mars suivant, il débarqua en France où il combattit au sein de la 3e Division canadienne. Le 17 avril 1917, son personnel fut transféré au Corps d'armée canadien en campagne. Il fut officiellement dissous le 30 août 1920.
Le 67e Bataillon, CEC fut créé le 20 avril 1915. Le 1er avril de l'année suivante, il s'embarqua pour la Grande-Bretagne. Le 15 mai suivant, il fut converti en une unité de pionniers et renommé « 67th Canadian (Pioneer) Battalion, CEF ». Le 14 août 1916, il débarqua en France où il combattit au sein de la 4e Division canadienne. Le 28 avril 1917, son personnel fut transféré au Corps d'armée canadien en campagne. Il fut officiellement dissous le 30 août 1920.
Le 88e Bataillon, CEC fut créé le 22 décembre 1915. Le 31 mai 1916, il s'embarqua pour la Grande-Bretagne où il servit à fournir des renforts au Corps d'armée canadien en campagne. Le 18 juillet 1916, son personnel fut transféré au 30e Bataillon de réserve, CEC. Il fut officiellement dissous le 1er septembre 1917.
Le 103e Bataillon, CEC fut créé le 22 décembre 1915. Le 23 juillet 1916, il s'embarqua pour la Grande-Bretagne où il servit à fournir des renforts au Corps d'armée canadien en campagne. Le 7 janvier 1917, son personnel fut transféré au 16e Bataillon de réserve, CEC. Il fut officiellement dissous le 1er septembre 1917.
Le 143e Bataillon, CEC fut créé le 22 décembre 1915. Le 17 février 1917, il s'embarqua pour la Grande-Bretagne. Le 15 mars suivant, son personnel fut transféré au 24e Bataillon de réserve, CEC et au Canadian Railway Troops Training Depot qui servaient à fournir des renforts au Corps d'armée canadien en campagne. Il fut officiellement dissous le 4 avril 1918.

## Honneurs et distinctions

### Honneurs de bataille

Drapeau consacré du Canadian Scottish Regiment (Princess Mary's)

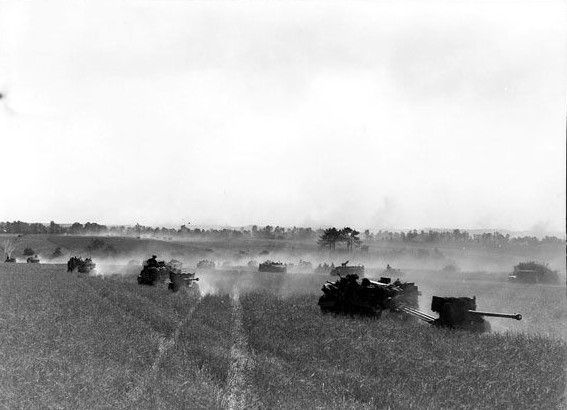
Troupes de la 3e Division canadienne durant l'opération Tractable (honneur de bataille « La Laison ») le 14 août 1944

Les honneurs de bataille sont le droit donné par la Couronne au régiment d'apposer sur ses couleurs les noms des batailles ou des conflits dans lesquels il s'est illustré.
| Première Guerre mondiale    | Première Guerre mondiale          |
| --------------------------- | --------------------------------- |
| Ypres, 1915, '17            | Gravenstafel                      |
| Saint-Julien                | Festubert, 1915                   |
| Mont-Sorrel                 | Somme, 1916                       |
| Pozières                    | Flers-Courcelette                 |
| Thiepval                    | Crête d'Ancre                     |
| Ancre, 1916                 | Arras, 1917, '18                  |
| Vimy, 1917                  | Arleux                            |
| Scarpe, 1917, '18           | Côte 70                           |
| Passchendaele               | Amiens                            |
| Drocourt-Quéant (en)        | Ligne Hindenburg                  |
| Canal du Nord               | Poursuite vers Mons               |
| France et Flandres, 1915-18 |                                   |
| Seconde Guerre mondiale     |                                   |
| Débarquement en Normandie   | Putot-en-Bessin                   |
| Caen                        | L'Orne (en)                       |
| Falaise                     | La Laison                         |
| Calais, 1944                | L'Escaut                          |
| Canal Léopold               | Poche de Breskens                 |
| La Rhénanie                 | Plaines du Waal                   |
| Bois de Moyland             | Le Rhin                           |
| Emmerich-Hoch Elten         | Deventer                          |
| Wagenborgen                 | Nord-Ouest de l'Europe, 1944-1945 |
| Guerre d'Afghanistan        |                                   |
| Afghanistan                 |                                   |

En plus des honneurs de bataille ci-dessus, The Canadian Scottish Regiment (Princess Mary's) a reçu la distinction honorifique d'un insigne d'épaule de feuilles de chêne pour les actions du 16e Bataillon du Corps expéditionnaire canadien au bois des Cuisiniers les 22 et 23 avril 1915 durant la Première Guerre mondiale.

### Récipiendaires de la croix de Victoria

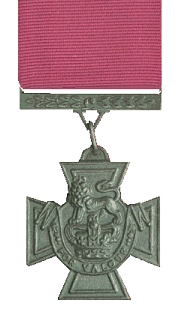
Avers de la croix de Victoria, la plus haute récompense du Commonwealth

La croix de Victoria est la plus haute récompense du Commonwealth. Elle est décernée en reconnaissance d'un acte de bravoure et de dévouement ultime face à l'ennemi. Quatre récipiendaires sont issus du Canadian Scottish Regiment (Princess Mary's), tous pour leurs actions au cours de la Première Guerre mondiale alors qu'ils servaient au sein du 16e Bataillon du Corps expéditionnaire canadien (CEC).
| Nom                                          | Photographie | Date des faits d'arme | Unité                                      | Lieu                   |
| -------------------------------------------- | ------------ | --------------------- | ------------------------------------------ | ---------------------- |
| Piper (soldat) James Cleland Richardson (en) |              | 8 octobre 1916        | 16e Bataillon (The Canadian Scottish), CEC | Regina Trench          |
| Caporal William Henry Metcalf (en)           |              | 2 septembre 1918      | 16e Bataillon (The Canadian Scottish), CEC | Arras                  |
| Soldat William Johnstone Milne (en)          |              | 9 avril 1917          | 16e Bataillon (The Canadian Scottish), CEC | Crête de Vimy          |
| Colonel Cyrus Wesley Peck                    |              | 2 septembre 1918      | 16e Bataillon (The Canadian Scottish), CEC | Villers-lès-Cagnicourt |

## Traditions et patrimoine

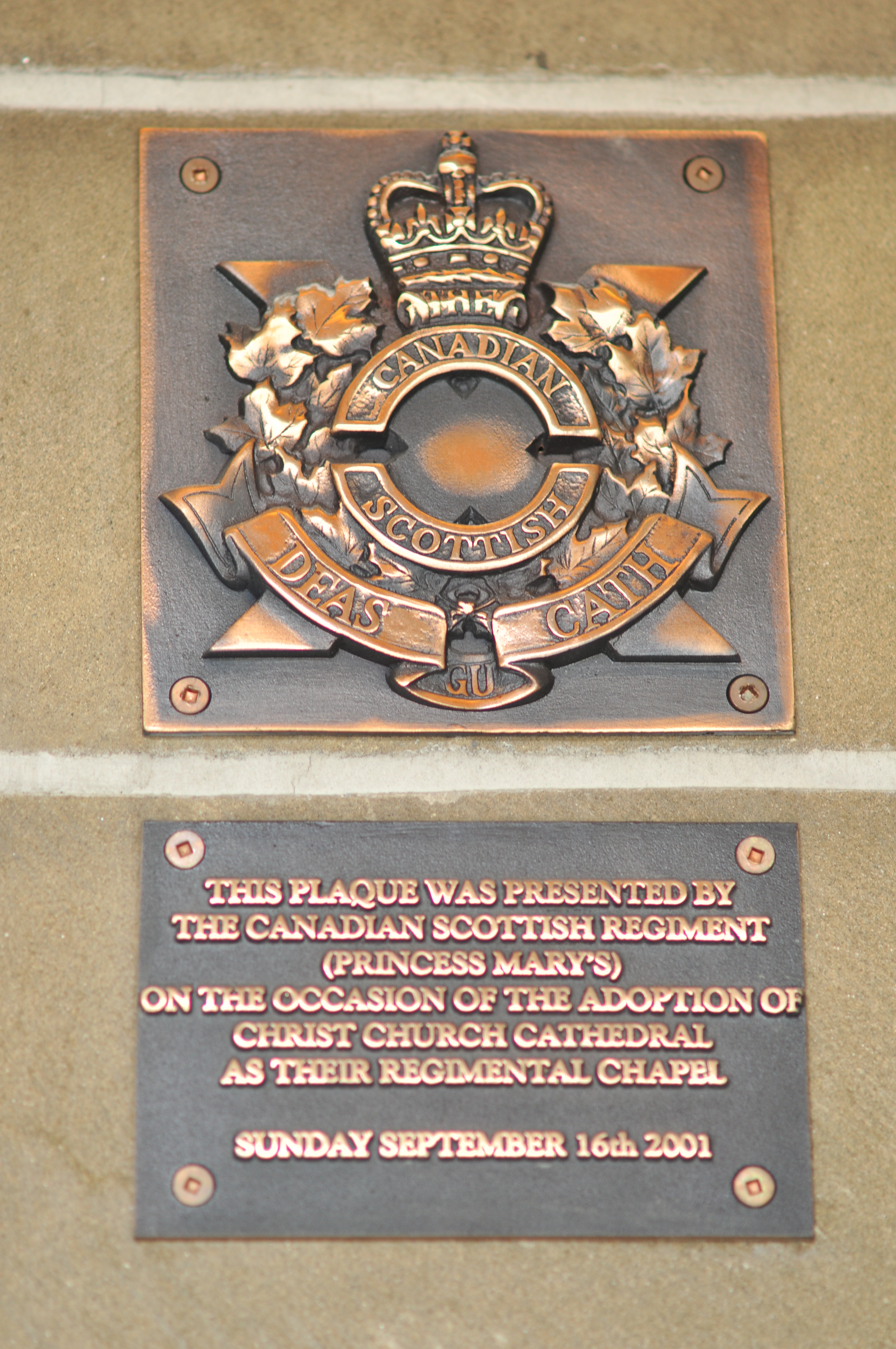
Plaque du Canadian Scottish Regiment (Princess Mary's) dans la

Drapeau de camp du Canadian Scottish Regiment (Princess Mary's)

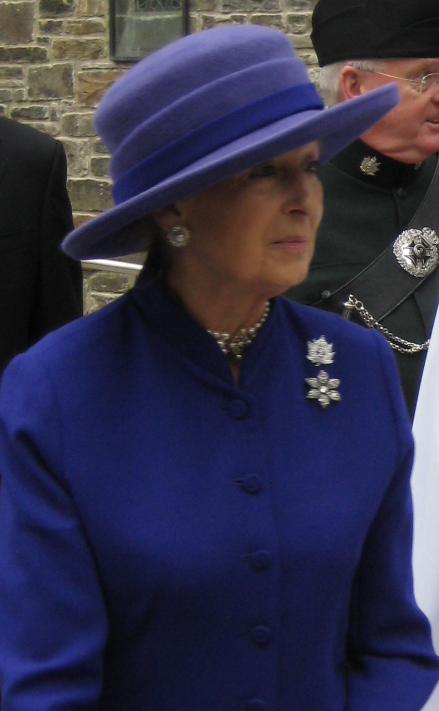
Son Altesse Royale la princesse Alexandra, l'honorable Mme Ogilvy, colonel en chef du Canadian Scottish Regiment (Princess Mary's)

Les traditions et les symboles du Canadian Scottish Regiment (Princess Mary's) sont les éléments essentiels à l'identité régimentaire. Le symbole le plus important est l'insigne du régiment qui est composé d'un sautoir d'argent chargé d'un listel soutenu d'un anneau rompu en fasce d'azur liséré d'or portant l'inscription « The Canadian Scottish » en lettres majuscules d'or sommé de la couronne royal au naturel, environné de seize feuilles d'érable aux couleurs d'automne et soutenu d'un listel d'azur liséré d'or portant la devise du régiment, « Deas Gu Cath », en lettres majuscules d'or. Cette devise signifie « Prêt à piquer » en gaélique écossais.
Un autre élément important de l'identité d'un régiment sont les marches régimentaires. Celle du Canadian Scottish Regiment (Princess Mary's) s'intitule Blue Bonnets Over the Border.
Outre sa structure opérationnelle, le régiment possède une gouvernance cérémonielle. La position la plus importante de cette gouvernance est celle de colonel en chef. Historiquement, le colonel en chef d'un régiment était son mécène, souvent royal. Le colonel en chef du Canadian Scottish Regiment (Princess Mary's) est Son Altesse Royale la princesse Alexandra, l'honorable Mme Ogilvy,.

## Affiliations
The Canadian Scottish Regiment (Princess Mary's) est jumelé avec The Royal Regiment of Scotland, un régiment de l'Armée britannique.
Quatre corps des Cadets royaux de l'Armée canadienne sont affiliés avec The Canadian Scottish Regiment (Princess Mary's) :
- Le corps de cadets 2136 à Victoria en Colombie-Britannique[12]
- Le corps de cadets 2422 à Nanaimo en Colombie-Britannique[13]
- Le corps de cadets 2308 à Port Alberni en Colombie-Britannique[14]
- Le corps de cadets 1726 à Courtenay en Colombie-Britannique[15]

## Musée régimentaire
The Canadian Scottish Regiment (Princess Mary's) possède un musée régimentaire situé dans le manège militaire de la rue Bay à Victoria en Colombie-Britannique. Celui-ci a été inauguré par le colonel en chef du régiment, Son Altesse Royale la princesse Alexandra, l'honorable Mme Ogilvy, en mai 1980. Il est membre de l'Association des musées canadiens, de l'Organisation des musées militaires du Canada et de Tourisme Victoria.